# Eugeniu I al Bizanțului
Eugeniu I al Bizanțului (în greacă Ευγένιος Α΄, transliterat: Eugenios 1; n. mileniul I d.Hr. – d. 242 d.Hr.) a fost episcop al Bizanțului pentru cinci ani, din 237 și până în 242, slujind în timpul crizei celui de-al treilea secol.
L-a urmat în funcție pe Castin și a fost urmat de Tit.